# IKIGAI
「IKIGAI」（いきがい）は、2024年8月25日に発売された爆風スランプ34枚目のシングル。前曲「暖かい日々」から26年ぶりの新曲となった。ジャケットの絵は、デビューアルバムと同様、同じ事務所アミューズに所属するサザンオールスターズの関口和之が描いたものである。

## 収録曲
作詞：サンプラザ中野くん　編曲：ファンキー末吉
1. IKIGAI
作曲：ファンキー末吉

## 収録アルバム
- 40th Anniversary BEST IKIGAI 2024 (#1、Album ver.)